# Sybra oshimana
Sybra oshimana là một loài bọ cánh cứng trong họ Cerambycidae.